# Roine Stolt
Roine Stolt (Uppsala, 5 de setembre de 1956) és un guitarrista d'origen suec, que va iniciar la seva carrera als anys 1960 com baixista d'una banda local. El 1974 es converteix en el guitarrista de Kaipa, una banda de Rock progressiu, a la qual abandona el 1979 per a formar la seva pròpia, anomenada Fantasia. Amb aquesta banda grava dos àlbums i se separen el 1983. Aleshores comença la seva carrera com a solista.
Fundador i membre del grup de rock progressiu The Flower Kings. Integrant de Transatlantic juntament amb Neal Morse de Spock's Beard, Mike Portnoy de Dream Theater, i Pete Trewavas de Marillion. També va pertànyer a un altre grup anomenat The Tangent, al qual abandona el 2005.